# Шенхаузен (Мекленбург)
Шенхаузен (њем. Schönhausen) општина је у њемачкој савезној држави Мекленбург-Западна Померанија. Једно је од 53 општинска средишта округа Мекленбург-Штрелиц. Према процјени из 2010. у општини је живјело 282 становника. Посједује регионалну шифру (AGS) 13055062.

## Географски и демографски подаци
Шенхаузен се налази у савезној држави Мекленбург-Западна Померанија у округу Мекленбург-Штрелиц. Општина се налази на надморској висини од 86 метара. Површина општине износи 18,7 km². У самом мјесту је, према процјени из 2010. године, живјело 282 становника. Просјечна густина становништва износи 15 становника/km².